# A16 (motorväg, Belgien)

A16 (Belgien)

A16 är en motorväg i Belgien som går mellan Mons och Tournai.